# Раковець (Седлецький повіт)
Раковець (пол. Rakowiec) — село в Польщі, у гміні Седльці Седлецького повіту Мазовецького воєводства.
Населення — 356 осіб (2011).
У 1975-1998 роках село належало до Седлецького воєводства.

## Демографія
Демографічна структура станом на 31 березня 2011 року:
|          | Загалом | Допрацездатний вік | Працездатний вік | Постпрацездатний вік |
| -------- | ------- | ------------------ | ---------------- | -------------------- |
| Чоловіки | 177     | 39                 | 126              | 12                   |
| Жінки    | 179     | 37                 | 115              | 27                   |
| Разом    | 356     | 76                 | 241              | 39                   |